# Mouigni Baraka Saïd Soilihi
Mouigni Baraka Saïd Soilihi (geb. 1968) ist ein Politiker in den Komoren. Er wurde 2011 Gouverneur der autonomen Insel Grande Comore (Ngazidja).

## Leben
Mouigni Baraka ist ein ausgebildeter Zollbeamter. Seit dem 26. Mai 2011 (Vereidigung 23. Mai 2011) war er fünf Jahre lang Gouverneur von Ngazidja.
Bei den Präsidentschaftswahlen 2016 trat er für die Rassemblement Démocratique des Comores als Präsidentschaftskandidat an. Er erhielt 16.738 Stimmen (15 %) und wurde in der ersten Wahlrunde Zweiter. In der zweiten Wahlrunde rief er dazu auf Mohamed Ali Soilihi zu wählen. Baraka wurde daraufhin letzter von den drei Kandidaten mit 37.073 Stimmen (18,9 %), Ali Soilihi zweiter und Azali Assoumani wurde gewählt.
Er kandidierte aufs neue bei den Präsidentschaftswahlen 2019. Dieses Mal als unabhängiger. Er wurde dritter in der ersten und einzigen Wahlrunde, während Azali Assoumani erneut gewählt wurde. Er erhielt 8851 Stimmen (6 %).